# Olang
Olang (italià Valdaora) és un municipi italià, dins de la província autònoma de Tirol del Sud. És un dels municipis del vall de Pustertal. L'any 2007 tenia 2.798 habitants. Comprèn les fraccions de Geiselsberg (Sorafurcia), Mitterolang (Valdaora di Mezzo), Niederolang (Valdaora di Sotto) i Oberolang (Valdaora di Sopra). Limita amb els municipis de Bruneck (Brunico), Mareo, Prags (Braies), Rasen-Antholz (Rasun Anterselva), i Welsberg-Taisten (Monguelfo-Tesido).

## Situació lingüística
| Pertinença lingüística (cens 2001) | 97,42% alemany |
| Pertinença lingüística (cens 2001) | 2,16% italià   |
| Pertinença lingüística (cens 2001) | 0,42% ladí     |

## Administració

Territori comunal

| Període | Identitat                     | Partit |
| ------- | ----------------------------- | ------ |
| 2004-   | Anna Elisabeth Aichner Schenk | SVP    |